# Kristina Saltanovič
Kristina Saltanovič (née le 20 février 1975 à Vilnius) est une athlète lituanienne, spécialiste de marche.
Finaliste lors des Championnats du monde d'athlétisme à Berlin et à ceux de Daegu, son meilleur temps sur 20 km est de 1 h 30 min 44 s à Munich en 2002, lors des Championnats d'Europe. 